# هرمن هلگسن
هرمن هلگسن (نروژی: Hermann Helgesen; ۲۸ فوریهٔ ۱۸۸۹ – ۱ فوریهٔ ۱۹۶۳) ژیمناست هنری اهل نروژ بود.